# I Hate Boys
«I Hate Boys» (с англ. — «Я ненавижу парней») — четвёртый сингл американской певицы Кристины Агилеры из её шестого студийного альбома Bionic (2010), выпущенный 28 июня 2010 года.

## Список композиций
- Digital download[1]

1. «I Hate Boys» — 2:24

2. «Not Myself Tonight» (Laidback Luke Radio Edit) — 3:39

## Чарты
| Чарт (2010)                        | Высшая позиция |
| ---------------------------------- | -------------- |
| Gaon International Downloads Chart | 51             |

## История релиза
| Region         | Date            | Format                 | Label                    |
| -------------- | --------------- | ---------------------- | ------------------------ |
| Австралия      | 28 июня 2010    | Contemporary hit radio | Sony Music Entertainment |
| Новая Зеландия | 3 сентября 2010 | Цифровая дистрибуция   | RCA Records              |
| Австралия      | 3 сентября 2010 | Цифровая дистрибуция   | RCA Records              |